# Meteima mediorufa
Meteima mediorufa är en fjärilsart som beskrevs av Max Joseph Bastelberger 1911. Meteima mediorufa ingår i släktet Meteima och familjen mätare. Inga underarter finns listade i Catalogue of Life.